# Gliophorus
Gliophorus Herink (wilgotniczka) – rodzaj grzybów z rodziny wodnichowatych (Hygrophoraceae).

## Systematyka i nazewnictwo
Pozycja w klasyfikacji według Index Fungorum: Hygrophoraceae, Agaricales, Agaricomycetidae, Agaricomycetes, Agaricomycotina, Basidiomycota, Fungi.
Polską nazwę zarekomendowała Komisja ds. Polskiego Nazewnictwa Grzybów Polskiego Towarzystwa Mykologicznego w 2021 r.
Gatunki występujące w Polsce
- Gliophorus irrigatus (Pers.) A.M. Ainsw. & P.M. Kirk 2013 – tzw. wilgotnica szara
- Gliophorus laetus (Pers.) Herink 1958 – wilgotniczka jasna
- Gliophorus psittacinus (Schaeff.) Herink 1958 – wilgotniczka papuzia

Nazwy naukowe na podstawie Index Fungorum. Nazwy polskie według Władysława Wojewody (podane dla rodzaju Hygrocybe'').